# Velika nagrada Azerbajdžana
Velika nagrada Azerbajdžana je dirka Svetovnega prvenstva Formule 1 od sezone 2017, ki poteka na uličnem dirkališču Baku City Circuit v Bakuju.
Prva dirka Formule 1 na dirkališču v Bakuju je sicer potekala v sezoni 2016, vendar pod imenom Velika nagrada Evrope. Nato je isto dirkališče v naslednji sezoni 2017 prvič gostilo dirko za Veliko nagrado Azerbajdžana. Odvijala se je 25. junija, zmago pa je dosegel Daniel Ricciardo iz moštva Red Bull Racing. Na naslednjih dveh dirkah sta zmagala Mercedesova dirkača, najprej Lewis Hamilton leta 2018, nato pa Valtteri Bottas leta 2019. V letih 2018 in 2019 je bila dirka na sporedu konec aprila.
Leta 2020 je bila dirka za Veliko nagrado Azerbajdžana zaradi pandemije koronavirusa odpovedana, skupaj z ostalimi dirkami na uličnih dirkališčih. V naslednji sezoni 2021 se je vrnila kot šesta dirka na sporedu ter se je odvijala 6. junija. Na tej dirki je Sergio Pérez dosegel svojo drugo zmago v karieri in prvo pri moštvu Red Bull Racing. Tudi na naslednjih dveh dirkah sta zmagala dirkača avstrijskega moštva, leta 2022 Max Verstappen, nato pa leta 2023 znova Pérez, ki je doslej edini dirkač z dvema zmagama na dirkah za Veliko nagrado Azerbajdžana. V sezoni 2023 je po dveh letih odvijanja v prvi polovici junija dirka znova potekala konec aprila.
Med dirkaškim vikendom za Veliko nagrado Azerbajdžana 2023 je bilo potrjeno, da bo dirka ostala na sporedu Formule 1 vsaj do sezone 2026. V sezoni 2024 je bila Velika nagrada Azerbajdžana prestavljena na september, medtem ko je bila Velika nagrada Japonske prestavljena na april.

## Zmagovalci
| Leto | Dirkač           | Konstruktor         | Dirkališče | Poročilo |
| ---- | ---------------- | ------------------- | ---------- | -------- |
| 2024 | Oscar Piastri    | McLaren-Mercedes    | Baku       | Poročilo |
| 2023 | Sergio Pérez     | Red Bull-Honda RBPT | Baku       | Poročilo |
| 2022 | Max Verstappen   | Red Bull-RBPT       | Baku       | Poročilo |
| 2021 | Sergio Pérez     | Red Bull-Honda      | Baku       | Poročilo |
| 2019 | Valtteri Bottas  | Mercedes            | Baku       | Poročilo |
| 2018 | Lewis Hamilton   | Mercedes            | Baku       | Poročilo |
| 2017 | Daniel Ricciardo | Red Bull-TAG Heuer  | Baku       | Poročilo |